# Pierre Louis Maupertuis
Pierre Louis Moreau de Maupertuis (/ˌmoʊpərˈtwiː/; tiếng Pháp: [mopɛʁtɥi]; 1698 - 27 tháng 7 năm 1759) là một nhà toán học, triết gia và trí thức người Pháp. Ông từng là Giám đốc của Académie des Sciences và là Chủ tịch đầu tiên của Viện Hàn lâm Khoa học Phổ, theo lời mời của Frederick Đại đế.
Maupertuis đã thực hiện một chuyến thám hiểm đến Lapland để xác định hình dạng của Trái đất. Ông thường được cho là người đã phát minh ra nguyên lý tác dụng tối thiểu; một phiên bản được gọi là nguyên lý Maupertuis - một phương trình tích phân xác định quỹ đạo của một hệ thống vật lý. Công việc của ông về lịch sử tự nhiên thú vị trong mối liên hệ với khoa học hiện đại, vì ông đã đề cập đến các khía cạnh của di truyền và chọn lọc tự nhiên.